# Bordellet
Bordellet er en dansk erotisk filmkomedie fra 1972.
Instruktion og manuskript: Ole Ege

## Handlingen
En glædespige fortæller om sin første kontakt med bordellet. Derefter hører vi om den gamle ejers død, og at den nye ejer skal inspicere bordellet. Den nye ejer kommer helt fra Amerika. Efterhånden indfinder en advokat, en mormonpræst, Ramon af Krakow og en overbetjent sig i bordellet, men hvem af dem er ejeren?

## Medvirkende
- Lonny Feddersen
- Leni Kjellander
- Inger-Lise Gaarde
- Gotha Andersen
- Sune Pilgaard
- Ulla Bjergskov
- Marianna Nilsson
- Conny Nielsen
- Lisbeth Olsen
- Jytte Petersen
- Jytte Koplev
- Palle Arrestrup
- Søren Hansen
- Ole Ege
- Keld Rex Holm
- Alan North
- Poul Glargaard
- Hugo Herrestrup
- Ole Varde Lassen